# Parafia Wszystkich Świętych we Włocławku
Parafia Wszystkich Świętych we Włocławku – rzymskokatolicka parafia we Włocławku należąca do diecezji włocławskiej i dekanatu włocławskiego I. Powołana w 1969 roku przez bp. Jana Zarębę. Obsługiwana przez ojców franciszkanów-reformatów.
Proboszczem parafii, gwardianem klasztoru i kustoszem sanktuarium jest o. dr Mariusz Uniżycki OFM.
Kościół parafialny pw. Wszystkich Świętych we Włocławku został wzniesiony w latach 1639–1644.

## Zasięg parafii
Ulice: Brzeska (nry 27, 29), Kilińskiego, Kościuszki, Królewiecka (nry parzyste 18–44), 3 Maja (nry 31, 33, 35, 38), Mickiewicza, Okrzei (nry 62, 63, 67, 71, 73), Piekarska (nry 16, 18, 23, 25), Polskiej Organizacji Wojskowej, Pułaskiego, Reja, Skorupki, Słowackiego, Spółdzielcza (nry 2, 2A), Starodębska, Warszawska, pl. Woności, Zduńska.